# Nicolae Titulescu (Olt)
Nicolae Titulescu è un comune della Romania di 1 282 abitanti, ubicato nel distretto di Olt, nella regione storica della Muntenia. 
Già denominato Titulești, il comune ha assunto l'attuale nome in onore di Nicolae Titulescu, diplomatico e uomo politico, già presidente della Società delle Nazioni.
Nel corso del 2004 si sono staccati da Nicolae Titulescu i villaggi di Ghimpețeni e Ghimpețenii Noi, andati a formare il comune di Ghimpețeni